# 기요사토정
기요사토정(일본어: 清里町)은 일본 홋카이도 오호츠크 종합진흥국(구 아바시리 지청) 관내의 샤리군에 있는 정이다.
정명의 유래는 ‘맑고 깨끗한 마을’(清らかな里)의 뜻이다. 또 고시미즈촌(현 고시미즈정)·샤리정에서 분리된 것을 역사에 남기기 위해 양 정촌에서 한 글자씩 따왔다는 뜻도 있다.

## 지리
오호츠크 종합진흥국 관내 동부, 샤리정 남부에 접한다. 샤리산 기슭에 위치한다.

## 역사
- 1943년 - 고시미즈촌(현 고시미즈정)·샤리정에서 분리되어 가미샤리촌(上斜里村)이 탄생했다.
- 1955년 - 정으로 승격해 기요사토정으로 개칭했다.

## 경제
농업(밭농사)이 활발하며 밀·사탕무·감자·양파·메밀 등을 생산한다.

## 교통

### 철도
- 홋카이도 여객철도 센모 본선

### 도로
- 국도 334호선